# Paříž, když to hoří
Paříž, když to hoří, uváděna též pod českým názvem Paříž v letním parnu, anglicky Paris - When It Sizzles, je americká romantická filmová komedie studia Paramount Pictures z roku 1964 s Audrey Hepburnovou a Wiliamem Holdenem v hlavní roli. Režii snímku provedl Richard Quine.
Jde o příběh málo úspěšného hollywoodského scenáristy (notorického alkoholika) Richarda Bensoba (William Holden) a jeho nové sekretářky Gabrielly Simpsonové (Audrey Hepburnová), kteří společně vymýšlejí (a také posléze fiktivně prožívají i různé varianty jeho děje) scénář nového dobrodružně-kriminálního filmu. Jde vlastně o fiktivní příběh, jakýsi film ve filmu, kdy všichni hlavní představitelé hrají dvojrole (poznámka: film je námětově i žánrově dosti podobný francouzskému filmu Muž z Acapulca z roku 1973, kde hlavní roli hráli Jean-Paul Belmondo, Jacqueline Bissetová). Převážná část děje se odehrává v Paříži, závěrečná část pak na Eiffelově věži.

## Hrají
| herec             | role                | role v novém filmu        |
| ----------------- | ------------------- | ------------------------- |
| Audrey Hepburn    | Gabrielle Simpson   | Gabby                     |
| William Holden    | Richard Benson      | Rick                      |
| Grégoire Aslan    |                     | policejní inspektor Gilet |
| Raymond Bussières |                     | François, gangster        |
| Tony Curtis       |                     | Maurice, druhý policista  |
| Noël Coward       | Alexander Meyerheim | filmový producent         |